# 1630
1630 (MDCXXX) var ett normalår som började en tisdag i den gregorianska kalendern och ett normalår som började en fredag i den julianska kalendern.

## Händelser

### Februari
- 16 februari – Nederländerna ockuperar nordöstra Brasilien och upprättar Nederländska Brasilien.[1]

### Maj
- 19 maj – Gustav II Adolf tar avsked av ständerna.

### Juni
- 17 juni – Svenska flottan avseglar från Älvsnabben.
- 25 juni – Gustav II Adolf landstiger med armén på ön Usedom i Tyskland.

### Juli
- 10 juli – Staden Stettin erövras av svenskarna.

### Augusti
- Augusti
  - Den kejserlige generalen Wallenstein avsätts.
  - Sverige sluter förbund med staden Magdeburg.

### November
- 13 november – Svenskarna besegrar kejsarens trupper i slaget vid Falkenberg (i Tyskland).

### December
- 25 december – Svenskarna besegrar kejsarens trupper i slaget vid Marwitz.

### Okänt datum
- Utförseln av osmundjärn från Sverige stoppas helt och hållet.
- Hovrätten i Dorpat inrättas i ytterligare ett försök att inkorporera de baltiska provinserna i Sverige.
- Vid forskning har man funnit att upphovsmannen till den Färöiska sjukan bodde i Oyri runt 1630.

## Födda
- 29 maj
  - Karl II, kung av England, Skottland och Irland 1660–1685.
  - Margaret Hughes, Englands första kvinnliga skådespelare.
- 13 september – Olof Rudbeck d.ä., svensk vetenskapsman.

## Avlidna
- 26 januari – Henry Briggs, engelsk matematiker.
- 10 oktober – John Heminges, engelsk skådespelare som gjorde den första sammanställningen av William Shakespeares pjäser.
- 15 november – Johannes Kepler, tysk astronom och matematiker.
- Virginia Ramponi, italiensk skådespelare, kompositör, poet och sångare.
- Margareta Nilsdotter, svensk skeppsbyggare.

### Fotnoter
1. ↑  World Statesmen